# Ройс (река)
Ройс (на немски Reuss) е една от големите реки в Швейцария, основен приток на Аар. Тече в централната част на страната (в или по границата на седем кантона) и се смята за четвъртата по големина швейцарска река след Рейн, Рона и Аар.

## Географска характеристика

### Начало, течение, устие
Ройс извира от Лепонтинските Алпи и по-точно над прохода Фурка, където се нарича Фурка-Ройс. Изворите са на височина 2640 м. До курортното селище Андермат тече на североизток, но там променя посоката си предимно на север. Чрез живописния пролом Шоленен (където е известният Дяволски мост) минава между Урийските и Гларнските Алпи. Там стръмно се спуска и при град Ерсфелд достига височина 467 м. Ройс е най-голямата река, която се влива във Фирвалдщетското езеро. Чрез него завива на запад, и изходната точка от езерото (град Люцерн) се намира по на запад от изворите. Оттук нататък реката прави голяма дъга извита на изток, за да се влее в река Аар при градчето Бруг (на 327 м н. в.). В последната отсечка тече през равнината на Швейцарското плато чрез красиви меандри. Дължината ѝ е 164 км (158 по други данни).

### Речна система и притоци
Ройс има значителен по площ водосборен басейн - 3426 кв. км. Речната система включва сравнително големи (за мащабите на Швейцария) реки и шест езера. Най-голямо е Фирвалдщетското езеро (114 кв. км), а останалите са:
- Цугско езеро (38 кв. км) - оттича се в Ройс чрез река Лорце;
- Егеризее (7 кв. км) - оттича се в Цугското езеро чрез същата река Лорце;
- Лауерцерзее (3 кв. км);
- Зарненско езеро (7,5 кв. км) и Лунгерн (2 кв. км) - намират се на река Зарнера, която се влива във Фирвалдщетското езеро.

#### Притоци в горното течение
Ройс се формира от сливането на Фурка-Ройс и Готард-Ройс при Хоспентал на 1452 м. По надолу, при Андермат приема притока Унтералп-Ройс. В пролома Шоленен от ляво се влива Гошененталп-Ройс, а след него - Майен-Ройс. Малко преди Алтдорф (столицата на кантон Ури) отдясно се влива река Шехен (19 км).

#### Притоци, които се вливат във Фирвалдщетското езеро
- Муота (десен, 29 км), която извира от масива Виндгелен в Швицките Алпи и се влива при град Брунен;
- Енгелбергера (ляв, 50 км) - отводнява Урийските Алпи и се влива при Буохс;
- Зарнера (ляв, 28 км).

#### Притоци в долното течение
- Малък Еме (ляв, 58 км) - тече през Ементалските Алпи и се влива на един километър от Люцерн, при Еменбрюке;
- Лорце (десен, 27 км).

### Селища
- Андермат (1 389 д.) - курорт между три дяла на Алпите, първо по-значително селище край реката;
- Ерстфелд (3 787 д.);
- Алтдорф (9 400 д.) - столица на кантон Ури;
- Люцерн (81 хил. д.) - столица на едноименен кантон, на мястото, където Ройс изтича от Фирвалдщетското езеро;
- Бремгартен (7 942 д.) - в долното течение на реката, кантон Ааргау.

## История
Реката е позната на древните хора под името Силана (Птолемей).
През ранното средновековие Ройс постепенно започва да се използва за транспорт, тъй като по нея може да се плава до Фирвалдщетското езеро. Нагоре по течението обаче не може да се продължава, тъй като проломът Шоленен е непроходим. През 1230 г. там е построен път и Дяволският мост, с което се осигурява достъп до важния проход Сен Готард. В края на същия век околностите на реката стават първите освободили се от австрийска власт швейцарски земи. Златната епоха за използването ѝ като воден път настъпва през ХІХ в., с навлизането на парните кораби.
От средата на ХІХ в. започват хидроинженерни работи по леглото на реката в района на Алтдорф. То е разширено, а по-късно е изградено устие в езерото. През ХХ в. са изградени и няколко ВЕЦ. През 1970 г. е открита и важната Готардска магистрала, която свързва Цюрих и Милано и се движи край горното течение на Ройс.